# 福伊
福伊（英語：Fowey，i/ˈfɔɪ/）是英國英格蘭康沃爾郡的一個小鎮和民政教區，位於康沃爾郡南部。福伊的主要產業包括漁業和觀光業。